# Achlyodes ulpianus
Achlyodes ulpianus is een vlinder uit de familie van de dikkopjes (Hesperiidae). De wetenschappelijke naam van de soort is voor het eerst geldig gepubliceerd in 1832 door Poey.